# Valurna
För andra betydelser, se Urna.
En valurna är en behållare för valsedlar, oftast utformad som en låda.
Valurnornas utförande varierar mellan olika val.
Valurnor kan vara genomskinliga, så att väljare och observatörer kan se att valurnan är tom när valet börjar, och inte är förfylld med valsedlar.
Ofta är konstruktionen avsedd att förhindra obemärkt öppnande innan rösträkningen.[källa behövs]

## Bildgalleri

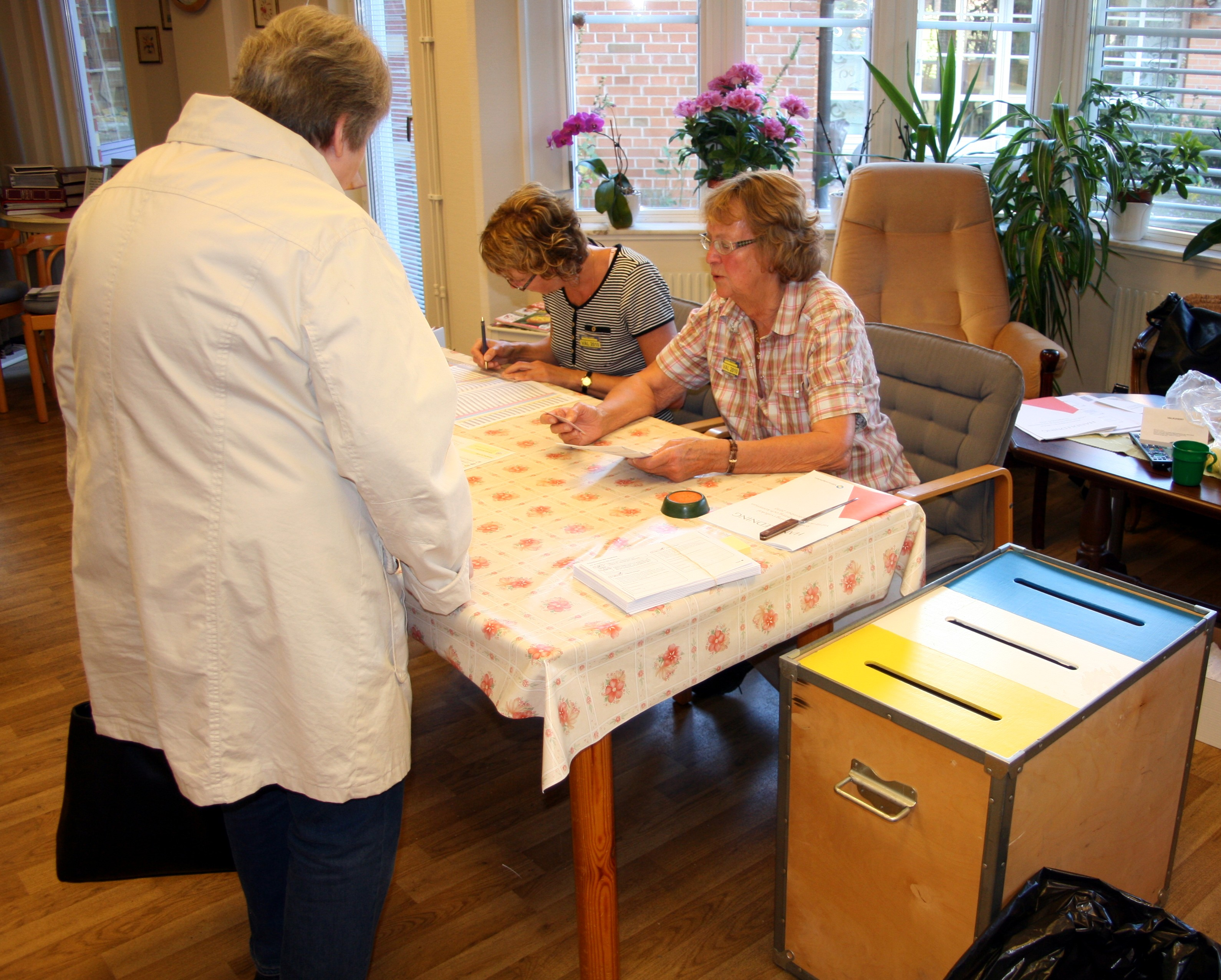
En färgmarkerad valurna under ett riksdagsval i Sverige.
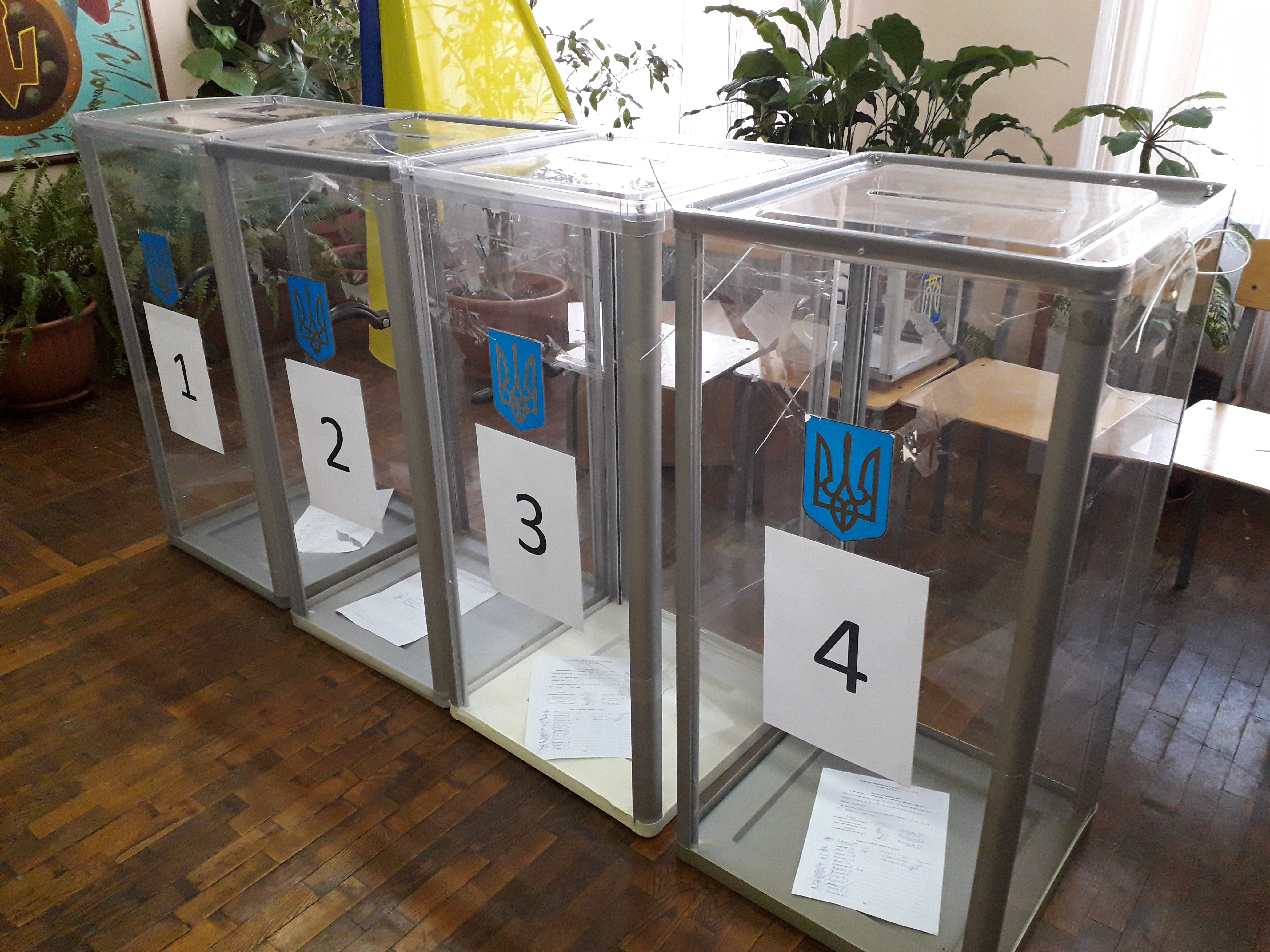
Genomskinliga valurnor med varsin blank kontrollröst i botten, från presidentvalet i Ukraina 2019.
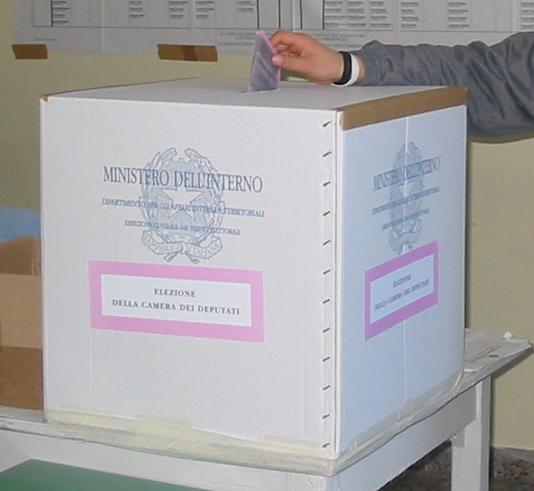
Italiensk valurna, 2006.
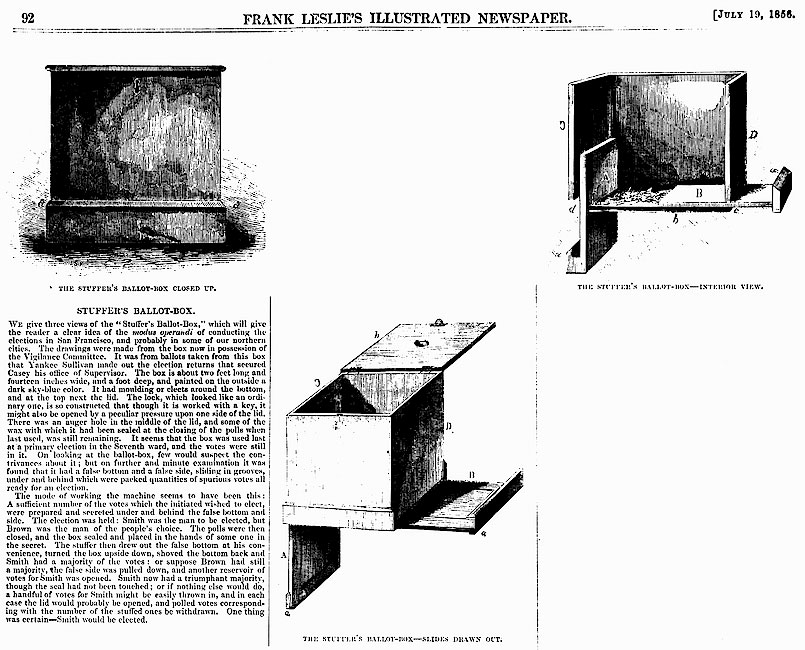
En valurna designad för valfusk, 1856.
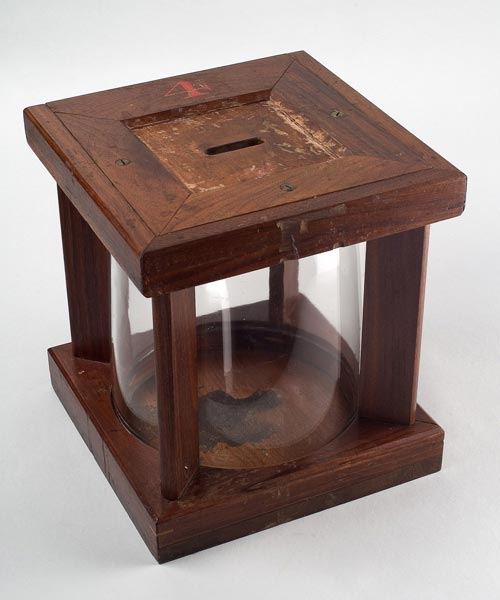
En genomskinlig valurna i glas från cirka 1884.